# Откупщиков, Юрий Владимирович
Ю́рий Влади́мирович Отку́пщиков (29 августа 1924, Казань — 25 сентября 2010, Санкт-Петербург) — советский и российский филолог, лингвист, доктор филологических наук, профессор филологического факультета СПбГУ.

## Биография
Родился в Казани, там же окончил среднюю школу в 1942 году. В сентябре ушёл добровольцем на фронт, служил в морской пехоте Краснознамённого Балтийского флота. Во время войны оборонял блокадный Ленинград, в составе десантной бригады освобождал Петергоф.
После войны поступил на филологический факультет Казанского университета, окончил его в 1950 году. Затем поступил в аспирантуру кафедры классической филологии Ленинградского университета. В июне 1953 года защитил кандидатскую диссертацию и начал преподавать на филологическом факультете ЛГУ.
В 1967 году получил степень доктора наук за диссертацию по монографии «Из истории индоевропейского словообразования».
Ю. В. Откупщиков — специалист в области этимологического анализа, индоевропеистики, балтийских, славянских и классических языков. С 1971 по 1992 год Ю. В. Откупщиков заведовал кафедрой классической филологии. Более 50 лет преподавал в стенах филологического факультета СПбГУ.

## Труды
Ю. В. Откупщиков — автор более 200 научных публикаций. Книга «Догреческий субстрат» отмечена 1-й Университетской премией в 1970 году. Среди других работ: научно-популярная книга «К истокам слова», сборники статей «Opera philologica minora», «Очерки по этимологии», монографии «Карийские надписи Африки» и «Фестский диск: проблемы дешифровки».

## Древнегреческий язык
Откупщиков считал, что язык древних фригийцев наиболее близок к древнегреческому языку. С древнегреческим его объединяет больше черт, чем с другими индоевропейскими языками. Эта теория находит новых сторонников.
Откупщиков полагал, что:

«… греческий язык генетически близок группе родственных палеобалканских языков, носители которых жили в северо-восточной части Балканского полуострова… В дальнейшем предки карийцев, фригийцев и фракийцев несколькими волнами и в разное время двинулись на юг Балканского полуострова и …индоевропеизировали неиндоевропейскую культуру, заимствовав значительное количество неиндоевропейской лексики. Однако основная масса фригийцев и фракийцев двинулась не на юг, а на юго-восток — в Малую Азию (по пути, проложенному армянами) … Греки направились на юг отчасти вместе с палеобалканскими племенами, но в основном — вслед за ними».

## Награды
- Медаль ордена «За заслуги перед Отечеством» II степени (7 февраля 2004) — за заслуги в подготовке высококвалифицированных специалистов и научной деятельности[5]
- Орден Отечественной войны II степени
- Медаль «За оборону Ленинграда»
- Медаль «За победу над Германией в Великой Отечественной войне 1941-1945 гг.»
- 17 юбилейных медалей
- Заслуженный работник высшей школы Российской Федерации (10 сентября 1999) — за заслуги в научной работе, значительный вклад в дело подготовки высококвалифицированных специалистов[6]